# Estación de Llucmajor / República
Llucmajor es una estación de la línea 4 del Metro de Barcelona. La estación está situada debajo del Passeig del Verdum en el distrito de Nou Barris de Barcelona.

## Historia
La estación de Llucmajor se creó con la prolongación de la línea 4 de Guinardó a Roquetes (actual Vía Julia). Fue inaugurada el 19 de abril de 1982 por el alcalde de Barcelona, Narcís Serra y el presidente de la Generalidad de Cataluña, Jordi Pujol, pues esta fue la primera obra en el metro llevada a cabo por el gobierno autonómico.
El verano de 2006 se llevaron a cabo obras de remodelación en la estación y se adaptaron los accesos a las personas de movilidad reducida, incluyendo la instalación de ascensores.
En 2022, se le quiso cambiar el nombre a Llucmajor | República, al considerarse un nombre más descriptivo, ya que la estación se encuentra en la plaza de la República (antiguamente de Llucmajor), pero nunca llegó a efectuarse dicho cambio. En 2016, la plaza de Llucmajor pasó a llamarse de la República, una vieja reivindicación vecinal que fue atendida por el Ayuntamiento de Barcelona. Sin embargo, el nombre de Llucmajor perduró en unos pequeños jardines situados en la plaza, por lo que la estación de metro no sufrió ninguna variación en cuanto al nombre.

## Líneas
| << cabecera   | < estación | línea | estación > | cabecera >> |
| ------------- | ---------- | ----- | ---------- | ----------- |
| Metro         |            |       |            |             |
| Trinitat Nova | Via Júlia  |       | Maragall   | La Pau      |